# ویلیام چانگ
ویلیام چانگ (انگلیسی: William Chang؛ زادهٔ ۱۲ نوامبر ۱۹۵۳) تدوین‌گر، طراح تولید، و طراح صحنه و لباس شانگهایی‌الاصل اهل هنگ کنگ و عضو آکادمی علوم و هنرهای سینما است.
او در سال ۲۰۱۵ میلادی نامزد دریافت جایزه اسکار بهترین طراحی لباس شد.
از فیلم‌ها یا مجموعه‌های تلویزیونی که وی در آن‌ها نقش داشته است، می‌توان به استاد بزرگ و عشق در واقع… چیز مزخرفی است! اشاره نمود.